# مكتب الأمن العام (المحقق كونان)
مكتب الأمن العام (باليابانية: 警視庁公安部 Keishichō-kōanbu، بالإنجليزية: Tokyo Metropolitan Police Department Public Security Bureau) أو كما يعرف باسم الشرطة السرية وهو قسم فرعي من الشرطة اليابانية و تحديداً من قسم شرطة العاصمة طوكيو في اليابان، وهي واحدة من الأطراف الرئيسية من المانجا وسلسلة الأنيمي المحقق كونان، و المؤلفة من قبل الكاتب غوشو أوياما.
لا يقوم مكتب الأمن العام بمراقبة الأنشطة الإجرامية العادية، بل تتلخص مهامه في التعامل مع الأنشطة التي تهدد الأمن القومي في اليابان، ويقود المكتب من قبل ضباط الشرطة تابعين لقسم شرطة العاصمة طوكيو. يذكر أن قسم شرطة العاصمة طوكيو هو القسم الوحيد الذي يمتلك مكتب أمن عام مستقل، بينما في باقي مناطق وضواحي اليابان، حيث يُدمجْ مكتب الأمن العام مع باقي الأقسام الأمنية مثل شعبة الشؤون الخارجية مع قسم الأمن العام. وينظر إلى طوكيو كاستثناء لأن مكتب الأمن العام في طوكيو كان يعمل مع وكالة الشرطة الوطنية اليابانية لمدة طويلة.

## الشخصيات

أعضاء مكتب الأمن ري فورويا وسكوتش.

### ري فورويا
ري فورويا: 降谷 零 (رَي فُورُيا) أو كما يعرف باسم أمورو تورو (安室 透) أو بوربون (バーボン) هي شخصية في مانغا وأنمي المحقق كونان، يعمل ضمن الشرطة السرية اليابانية انضم إلى للمنظمة السوداء تحت اسم بوربون (バーボン) بهدف التجسس. يعمل كمتحري خاص، ونادل في المقهى القريب من وكالة المتحري كوغورو موري، وأصبح تلميذاً لدى مكتب كوغورو موري للتحقيقات تحت اسم أمورو تورو (安室 透).
تنكّر بوربون بشكل أكاي مع حرق في وجهه بمساعدة بلموت للتأكد من موت أكاي عن طريق ردة فعل زملائه وأصدقائه المقربين، واسم شبيه أكاي هو اسم أطلقه المشاهدون على هذا الشخص الغامض قبل كشف حقيقته في الحلقات 701-704. في الحلقة 783 (الحقيقة القرمزية) اتضح ان أمورو تورو جاسوس من الشرطة السرية اليابانية قد اخترق المنظمة السوداء، بعد ان اكتشف كونان حقيقته الحقيقية من خلال ردة فعله اتجاه كلمة (زيرو) والتي اثارت شكوكه إلى ان وصل انه جاسوس قد اخترق المنظمة باسم الرمزي بوربون، واسمه الحقيقي ري فورويا.

### سكوتش
سكوتش (باليابانية: スコッチ، بالروماجي: Sukotchi) هو عميل سابق الشرطة السرية اليابانية وقد لقي مصرعه أثناء التسلل للمنظمة السوداء، لا يعرف عنه الكثير. الا انه كان عضوا في المنظمه، وقد تبين انه جاسوس وتم قتله. وذكر سكوتش لأول مرة خلال محادثة بين بوربون وبلموت، ذكرت خلالها أنها تذكر المتسلل الذكور من الشرطة السرية، قبل أن يقتل، حيث صرحت أن اسمه الرمزي هو «سكوتش».

العميل السابق سكوتش مع اكاي اثناء تسللهم للمنظمة

### يويا كازامي
يويا كازامي (باليابانية: 風見 裕也، بالروماجي: Kazami Yūya) هو عميل حالي في الشرطة السرية اليابانية، ويعمل تحت إمرة ري فورويا. أول ظهور له في الأنيمي كان في حلقة الحلقة 926 (الشريط الصادر من القلب).

## العلاقات

### الشرطة السرية والمنظمة السوداء
لم يُذكر صراحة كيف استطاعت الشرطة السرية اكتشاف نشاطات المنظمة السوداء، ولم تظهر أي دلالة على اشتباه المنظمة السوداء بعمليات مراقبة وتحقيق من قبل الشرطة السرية.

### الشرطة السرية ومكتب التحقيقات
في بادئ الأمر أرادت الشرطة السرية القبض على أعضاء مكتب التحقيقات الفيدرالي بعد أن قاموا بالعمل بشكل غير قانوني في اليابان. حيث وصل ري فورويا عضو الشرطة السرية (يعمل جاسوساً في المنظمة السوداء تحت الاسم الرمزي بوربون) إلى حقيقة سوبارو أوكيا و أنه بالأصل أكاي شويتشي عميل مكتب التحقيقات الفيدرالي، لكن بمساعدة كونان إدوغاوا، تم إيهام ري فورويا أن سوبارو أوكيا لا علاقة له بأكاي شويتشي. في تلك اللحظات كانت جموع من الشرطة السرية تلاحق جودي سانتيميليون و أندريه كاميل عضوا مكتب التحقيقات الفيدرالي، ظهر أكاي شويتشي و انقذهم من الموقف المحرج، وتحدث مع ري فورويا عبر الهاتف، و أخبره أنه بأنه آسف بشأن ذلك الشخص، قاصداً بذلك سكوتش عميل الشرطة السرية الذي قتل من قبل المنظمة السوداء بعد معرفتهم بتجسسه على المنظمة. بعدها صرح أكاي شويتشي بضرورة نسيان الخلافات وتوحيد الجهود من أجل الوصول للهدف المشترك وهو القضاء على المنظمة السوداء.

### الشرطة السرية ووكالة المخابرات المركزية
يبدو أن وكالة المخابرات المركزية ليست على دراية بمهمة الشرطة السرية ضد المنظمة السوداء.

### الشرطة السرية والشرطة اليابانية
يبدو أن الشرطة اليابانية ليست على دراية بمهمة الشرطة السرية ضد المنظمة السوداء.